# Franz Witte
Franz Witte (* 1927 in Düsseldorf; † 12. Februar 1971 ebenda) war ein deutscher Maler.

## Leben
In Düsseldorf geboren wurde Witte als junger Mann, nach einer Ausbildung zum Schaufensterdekorateur, um 1948 Meisterschüler von Otto Pankok an der Kunstakademie Düsseldorf. Anfang der 1950er Jahre war Witte als Maler auf dem Höhepunkt seiner Karriere, arbeitete emotional, nicht intellektuell, und schuf zahlreiche Bilder und Zeichnungen.
Etwa Mitte der 1950er Jahre änderte Witte seinen Stil, begann intellektuell-abstrakt zu malen und verlor seine malerische Spontanität. Als man seine Malweise mit der Picassos verglich und einigen persönlichen Schicksalsschlägen, zerstörte er 1953 in einem Anfall von Wut und Depression die meisten seiner Werke. Er verlor jeden Halt und begann zu trinken und Erfolg und Anerkennung ließen nach. „Witte war ein sehr sensibler Mensch und unheimlich begabt und wie so viele hungernde Künstler jener Jahre war er ein unglaublicher Schluckspecht“, so schilderte ihn der Galerist Hans-Jürgen Niepel mit Buchhandlung an der Grabenstraße. Sein Freund Günter Grass, der seinen ehemaligen Studienkollegen Witte von Berlin aus finanziell unterstützte, konnte ihn aber weder vor dem Alkohol noch vor dem Irrenhaus retten. In dem Werk Die Blechtrommel hatte Grass Franz Witte mit der Figur des Gottfried von Vittlar besetzt. Und während Grass mit seinem Buch 1959 weltbekannt wurde, irrte Witte durch die Düsseldorfer Altstadt oder arbeitete als Nachtwächter. Später zettelte er sogar einen Streit mit dem Autor an, da er sich und eines seiner Werke in einigen Passagen des Buches als unrühmlich dargestellt empfand.
Im Csikós auf der Andreasstraße in der Altstadt kamen die Düsseldorfer dieser Zeit zusammen und Günter Grass spielte dort in der Jazz-Combo oder stand an der Tür als Portier. Im „Blechtrommelbild“ von Witte und Germán Becerra (1957/1958) zeigte sie die leicht verrückte Gesellschaft im „Csikós“ und porträtiert die maßgeblichen Künstler, darunter Grass. Der Auftrag für dieses Bild wurde während einer Feier beschlossen. Der Wirt wollte seine Stammgäste malen lassen. Witte und Becerra brachten 55 Personen, davon 35 Künstler, in diesem Gruppenbild unter. 2009 konnte das Bild für die Sammlung des Stadtmuseums Düsseldorf erworben werden.
Der Kunsthändler Friedrich Huppertz überredete Witte in den 1960er Jahren wieder zu malen. Ölbilder, Zeichnungen und Gouachen stammen aus dieser Zeit. Huppertz und Klaus Lehmann, der damalige stellvertretende Leiter des Kulturamt und Erfinder des Bücherbummel auf der Kö, erinnern sich: „Es war eine in sich versunkene, fast farblose Bildwelt in Schwarz-Weiß und Hellblau. Die Motive gaben den Blick frei auf eine trostlose menschliche Situation.“ Damals rechnete der Galerist Huppertz noch mit einem Comeback Wittes, der wieder viel malte und zeichnete und auch Verkaufserfolge hatte. Doch richtig auf die Beine kam Witte nicht mehr und wiederholt lieferte er sich freiwillig in der Klinik Grafenberg ein. Das letzte Mal tauchte Witte in der Nacht des 9. Februar 1971 mit einer Kopfverletzung im Rheinischen Landeskrankenhaus auf und fiel kurze Zeit später ins Koma, aus dem er nicht mehr erwachte. Der Düsseldorfer Künstler starb im Alter von nur 43 Jahren. Auf dem Friedhof Eller folgten dem Sarg Freunde, Kollegen und Altstadt-Gastronomen. Grass hielt die Grabrede.
1988 wurde der Film Das große Blechtrommelbild. Der Maler Franz Witte und seine Freunde vom HR produziert und 1988 und 1989 ausgestrahlt.

## Ausstellung (Auswahl)
- 1967: Galerie Mode & Art, Düsseldorf
- 2013: Uhrenturm, Düsseldorf